# Nouveau Calls
Nouveau Calls è il quattordicesimo album in studio del gruppo rock inglese Wishbone Ash, pubblicato nel 1987.
Si tratta di un album strumentale ed è il primo dopo quattordici anni con la formazione originale.

## Tracce
1. Tangible Evidence – 4:22
2. Clousseau – 3:41
3. Flags of Convenience – 4:32
4. From Soho to Sunset – 3:27
5. Arabesque – 4:31
6. In the Skin – 4:52
7. Something's Happening in Room 602 – 3:34
8. Johnny Left Home Without It – 3:40
9. The Spirit Flies Free – 3:45
10. A Rose Is a Rose – 3:40
11. Real Guitars Have Wings – 3:13
12. T-Bone Shuffle – 3:51

## Formazione
- Andy Powell - chitarra
- Ted Turner - chitarra
- Martin Turner - basso
- Steve Upton - batteria